# Голфіно-Атум
Голфіно-Атум — газове родовище в Індійському океані біля узбережжя Мозамбіку, в басейні Рувума.

## Розвідка
Розвідка родовища почалась із закладення свердловини на структурі Golfinho, розташованій на північний-захід від супергігантського родовища Просперідад в районі з глибиною моря 1027 метрів. Споруджена в травні 2012-го буровим судном Belford Dolphin, вона досягла рівня в 4537 метрів нижче морського дна та відкрила 59 метрів газонасичених пісковиків у двох інтервалах епохи олігоцену.
Слідом за цим пробурили розвідувальну свердловину, яку заклали за 16,5 км на південний схід від Golfinho на структурі Atum, в районі з глибиною моря 1000 метрів. При довжині в 3860 метрів вона перетнула ті самі два олігоценові інтервали загальною товщиною 92 метри.
А в липні 2013-го спорудили свердловину на структурі Espadarte, розташованій на північний захід від відкриття Голфіно-Атум. Закладена в районі з глибиною моря 460 метрів, вона мала довжину 3490 метрів та пройшла через кілька газонасчиених інтервалів — міоценовий товщиною 15 метрів та олігоценовий товщиною 69 метрів. Останній при цьому виявився пов'язаним з резервуаром Голфіно-Атум.
Ще перед спорудженням Espadarte, весною 2013-го, оціночна свердловина Atum-3 встановила газо-водяний контакт та підтвердила відокремленість резервуару Голфіно-Атум від згаданого вище родовища Просперідад.

## Запаси
Геологічні запаси газу в Голфіно-Атум оцінюються на рівні від 370 до 1270 млрд м³.
Існують також оцінки видобувних ресурсів у розмірі від 420 до 990 млрд м³.
У випадку підтвердження високих оцінок родовище буде віднесене до категорії супергігантських.

## Учасники проекту
Родовище (на відміну від сусіднього Просперідад) повністю знаходиться в межах ліцензійної ділянки 1, права на розвідку та розробку якої належать консорціуму у складі (станом на 2014 рік): американської Anadarko (26,5 %, оператор), японської Mitsui (20 %), індійських BPRL, ONGC та Oil India (10 %, 16 % та 4 % відповідно), таїландської PTTEP (8,5 %) та місцевої Empresa Nacional de Hidrocarbonetos (15 %).